# جائزة موناكو الكبرى 2001
جائزة موناكو الكبرى 2001 (بالإنجليزية: 2001 Monaco Grand Prix)‏ هو سباق فورمولا 1 أقيم بتاريخ 27 مايو 2001 في حلبة موناكو. كان السابع من أصل 17 في بطولة العالم لسباقات الفورمولا واحد موسم 2001. حلّ الألماني مايكل شوماخر أولا بينما جاء البرازيلي روبنز باركيلو في المركز الثاني وحصل على المركز الثالث البريطاني إدي إيرفين.

## الترتيب النهائي
| الترتيب | السائق         | النقاط |
| ------- | -------------- | ------ |
| 1       | مايكل شوماخر   | 52     |
| 2       | ديفيد كولتهارد | 40     |
| 3       | روبنز باركيلو  | 24     |
| 4       | رالف شوماخر    | 12     |
| 5       | نيك هيدفيلد    | 8      |
| المصدر: |                |        |